# Garkalne
Garkalne ist eine Ortschaft in Lettland, 25 km nordöstlich vom Zentrum der Hauptstadt Riga.

## Geschichte

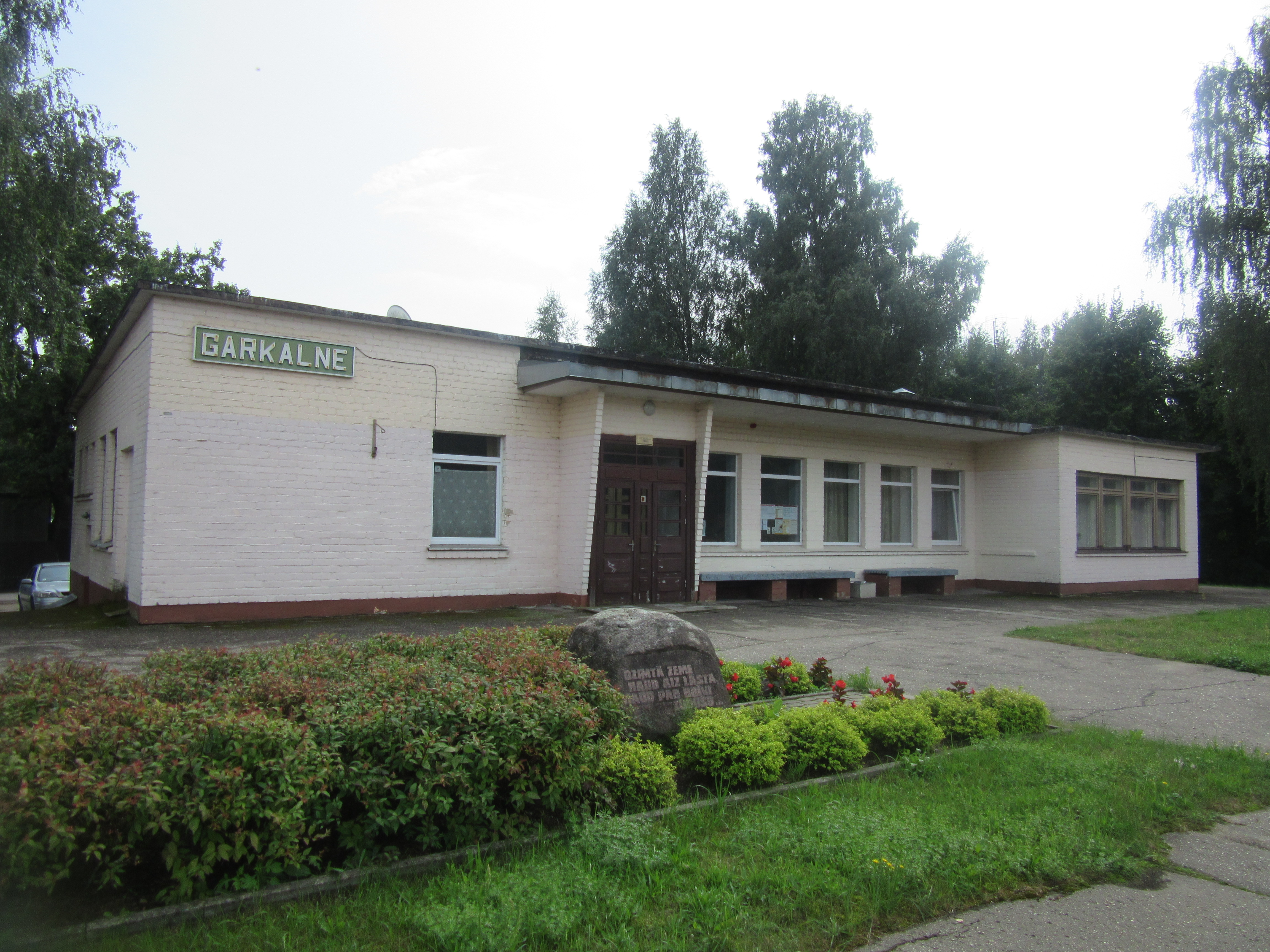
Bahnhof Garkalne

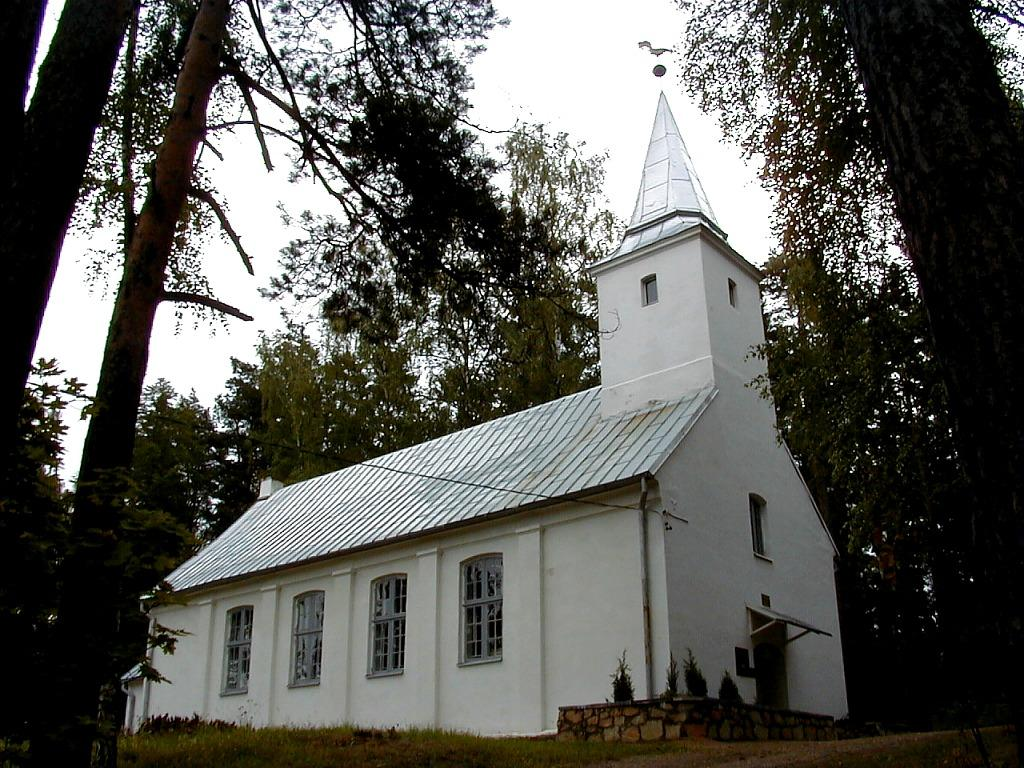
Evangelisch-lutherische Kirche Garkalne

Die Siedlung Garkalne bildete sich um den 1889 in damals unbesiedeltem Gebiet eröffneten Bahnhof Rodenpois an der Eisenbahnstrecke von Riga nach Lugaži (Valka), der nach dem fast 20 km entfernten Ort Rodenpois (heute Ropaži) benannt war. 1919 wurde er in Bahnhof Ropaži umbenannt, erst 2011 erhielt er seinen heutigen Namen.
In den 1920er und 1930er Jahren war Garkalne ein Kurort mit Badestellen und Tennisplätzen. Aus dieser Zeit stammt der 1932 erbaute schlossartige Rakstnieku nams (Schriftstellerhaus).
1925 erhielt Garkalne den Status eines verdichtet besiedelten Ortes. Der Ort erhielt erstmals 1945 einen Ortschaftsrat und wurde 1990 durch Zuschlag von Nachbargebieten zur Gemeinde (lett. pagast) erhoben. 2006 wurde der Bezirk Garkalne (Garkalnes novads) gebildet, dessen Verwaltungszentrum sich in Berģi befand, einem Vorort von Riga, dessen östlicher Teil 1977 vom Stadtgebiet abgetrennt wurde. Der Bezirk ging 2021 im neuen Bezirk Ropaži auf.
Im Jahr 2015 hatte Garkalne 1811 Einwohner.
In den Wäldern um Garkalne befanden sich umfangreiche Waffen- und Munitionslager der Roten Armee, die heute verfallen sind. Das Gebiet steht unter Naturschutz.
Rund vier Kilometer nördlich vom Bahnhof Garkalne liegt im Bezirk Ādaži das eigentliche, ältere Dorf Garkalne mit einer evangelisch-lutherischen Kirche von 1848.